# Constantin Sărățeanu
Constantin Sărățeanu (n. 18 iunie 1862, Buzău – d. 23 mai 1935, București) a fost un magistrat și om politic român, care a îndeplinit funcțiile de ministru de interne (1918) și de membru al Regenței instituite în urma renunțării la tron a principelui Carol (1929-1930).

## Biografie

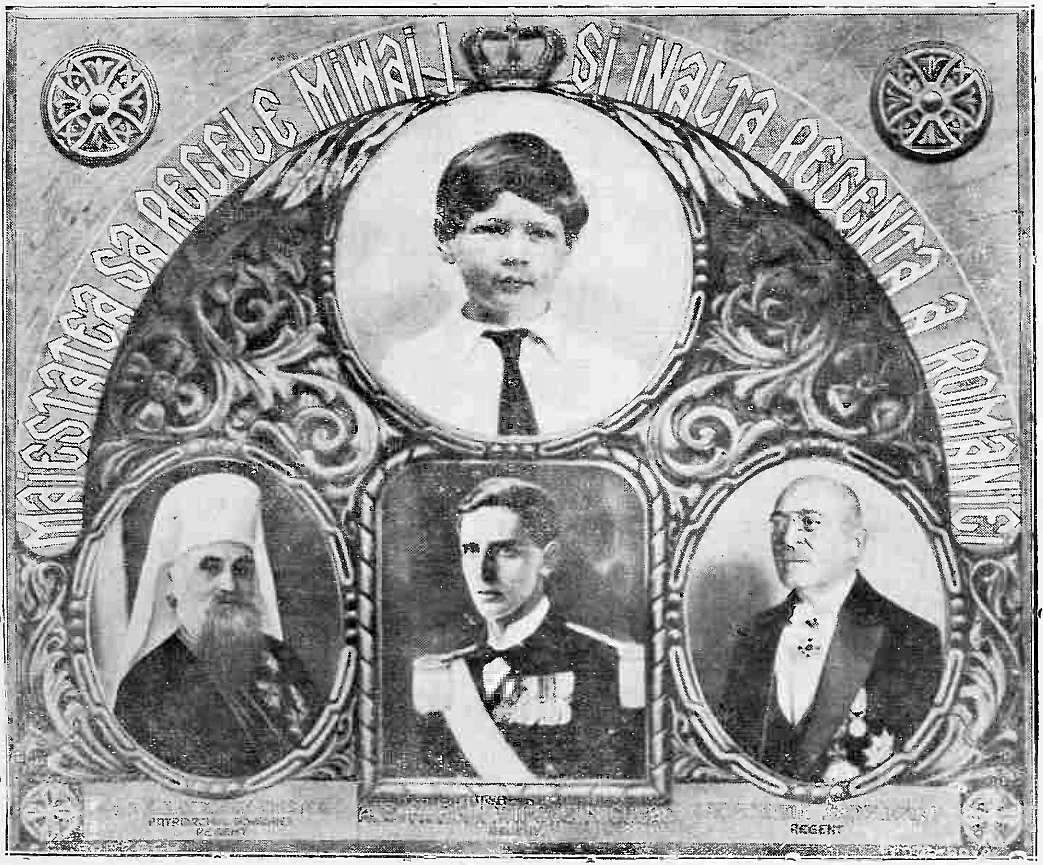
Membrii Regenței - Patriarhul Miron Cristea, principele Nicolae și Constantin Sărățeanu

Constantin Sărățeanu s-a născut la data de 18 iunie 1862, în orașul Buzău. Și-a făcut studiile secundare la Liceul "Sf. Sava" din București și pe cele superioare la Facultatea de Drept a Universității București. În anul 1887 intră în magistratură ca judecător la Judecătoria Râmnicu Sărat, apoi devine procuror la Tribunalul Vlașca (1890-1892), judecător de instrucție la Tribunalul Ilfov (1892-1896), prim procuror la Tribunalul Covurlui (1896-1899) și procuror la Curtea de Apel Iași (din ianuarie 1900).
Pentru o perioadă a intrat în politică ca membru al P.N.L. pe listele căruia este ales deputat (1901), apoi revine în aparatul judiciar ca secretar general în Ministerul Justiției (din 1904), după care își continuă cariera de magistrat la Curtea de Apel din Iași (1905-1912) și la Înalta Curte de Casație și Justiție. A îndeplinit apoi în perioada 29 ianuarie - 4 martie 1918 funcția de ministru de interne, în guvernul condus de generalul Alexandru Averescu.
Constantin Sărățeanu era rudă cu Mihai Popovici, vicepreședintele Partidului Național Țărănesc și colaborator apropiat al lui Iuliu Maniu. După decesul lui Gheorghe Buzdugan, membru al Regenței instituite pe timpul minoratului Regelui Mihai I, Constantin Sărățeanu a fost propus de către prim-ministrul Iuliu Maniu, prin intermediul lui Alexandru Vaida-Voevod, și aprobat de Parlament, ca înlocuitor al acestuia.
Alegerea sa a fost contestată de toate partidele din opoziție, istoricul Nicolae Iorga afirmând despre el că era un „ilustru necunoscut” și că, prin această numire, Regența s-a compromis iremediabil, ea apărând în ochii opiniei publice ca o instituție aservită guvernului. De asemenea, ministrul țărănist Grigore Iunian spunea că din acel moment "a hotărât să îmbrățișeze cauza restaurației ... țara nu mai avea nicio cârmă, nici o axă, deoarece regența era un caraghioslâc! - ne trebuia o monarhie solidă" .
Constantin Sărățeanu a ocupat funcția de membru al Regenței în perioada 9 octombrie 1929 - 8 iunie 1930, când a demisionat pentru a facilita întronarea lui Carol al II-lea. A încetat din viață la data de 23 mai 1935, în București.

## Aprecieri
„Constantin Sărățeanu a fost un magistrat competent și conștiincios, vreme de 42 de ani. Rarele sale apariții în viața publică și de Stat, nu sunt atât consecințe ale unor dorințe personale, cât mai degrabă răspunsul său onest la solicitările celor ce urmăreau să se folosească de serviciile unui prestigios om de legi…și de încredere”. ”—Stelian Neagoe